# 제임스 코번
제임스 코번(James Coburn, 1928년 8월 31일 ~ 2002년 11월 18일)은 미국의 배우이다. 《어플릭션》(1997)의 글렌 화이트하우스 역으로 아카데미 남우조연상을 수상했다. 이 외에 《황야의 7인》(1960), 《대탈주》(1963), 《던디 소령》(1965), 《관계의 종말》(1973) 등이 대표작으로 꼽힌다.

## 출연 작품

### 영화
- 황야의 7인 (1960)
- 대탈주 (1963)
- 샤레이드 (1963)
- 던디 소령 (1965)
- 석양의 갱들 (1971)
- 관계의 종말 (1973)
- 투쟁의 그늘 (1975)
- 7인의 독수리 (1976, Sky Riders)
- 철십자 훈장 (1977)
- 우정의 건맨 (1984, Draw!)
- 영 건 2 (1990)
- 허드슨 호크 (1991)
- 너티 프로페서 (1996)
- 어플릭션 (1997)
- 도망자 3 (2001)